# Zvenella yunnana
Zvenella yunnana är en insektsart som först beskrevs av Andrej Vasiljevitj Gorochov 1985.  Zvenella yunnana ingår i släktet Zvenella och familjen syrsor. Inga underarter finns listade i Catalogue of Life.